# 小叶棘豆
小叶棘豆（学名：Oxytropis microphylla）为豆科棘豆属下的一个种。产中国东北的西部、内蒙古（锡林郭勒盟、乌兰察布盟南部）、新疆（西部及塔城地区）和西藏（南部）等省区。
其种加词microphylla，意为“小叶的”。